# Francesc de Paula Baldelló i Benosa
Francesc de Paula Baldelló i Benosa (* 19. Januar 1887 in Barcelona; † 12. Januar 1977 ebenda) war ein katalanischer Priester, Organist und Musikwissenschaftler.

## Leben und Werk
Francesc Baldelló studierte am Priesterseminar von Barcelona und wurde 1912 zum Priester geweiht. Seine musikalische Ausbildung durchlief er bei Josep Barberà, Vicenç Maria de Gibert und Gregori Maria Sunyol.
Francesc Baldelló war Kapellmeister in der Barceloneser Pfarrei Sant Just de Barcelona und Priester und Organist an der Bethlehem-Kirche von Barcelona. 1915 gründete er die Associació Gregoriana (Verein zur Förderung des Gregorianischen Gesanges) und 1921 die Amics dels Goigs (Freunde der religiösen Lob- und Preisgesänge). Seit 1923 arbeitete er in der Revista Catalana de Música mit. Seit 1946 arbeitete er mit Higini Anglès am Institut Espanyol de Musicologia des CSIC zusammen. Er entwickelte eine intensive Aktivität zur Verbreitung des Gregorianischen Gesanges. Er veröffentlichte zahlreiche Werke über die sakrale und über die traditionelle Musik Kataloniens. Er veröffentlichte auch mehrere Liederbücher.

## Werke von Francesc Baldelló (Auszug)
- La cançó popular catalana (Barcelona 1923)
- Cançons i jocs cantats de la infantesa (zusammen mit Aureli Capmany i Farrés, Barcelona 1927)
- Cançoner popular religiós de Catalunya: recull de cent melodies de goigs (Liederbuch, Barcelona 1932)
- La Música en Barcelona (Barcelona 1943)
- Mossèn Cinto i la música (Bibliografische Studie über die musikalischen Werke von Jacint Verdaguer, anlässlich einer Tagung am 31. August 1952 zum 50. Todestag von Jacint Verdaguer, Barcelona 1952)
- La música en la basílica parroquial de Santa María del Mar de Barcelona: notas históricas (Barcelona 1963)
- Petites biografies de grans barcelonins (Barcelona 1965)